# 1641
1641 је била проста година.

## Догађаји

### Новембар
- Википедија:Непознат датум — поднета Велика ремонстранса енглеском краљу Чарлсу I

## Смрти

### Јануар
- 3. јануар — Џеремаја Хорокс, енглески астроном